# Années 1390 av. J.-C.
Les années 1390 av. J.-C. couvrent les années de 1399 av. J.-C. à 1390 av. J.-C.

## Évènements
- 1401-1392 av. J.-C. : règne de Pan Geng, dix-neuvième roi de la dynastie Shang de Yin en Chine selon la tradition[1].
- Vers 1400-1375 av. J.-C. : la citadelle de Tirynthe en Grèce est bâtie[2].

- Vers 1400 av. J.-C. : 

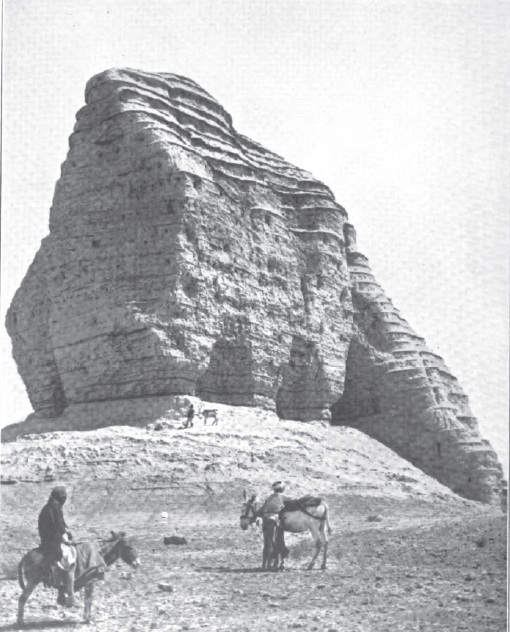
Ruines de la ziggourat de Dûr-Kurigalzu.

  - règne de Kurigalzu, roi kassite de Babylone. Il reconstruit les temples et les fortifications d’Ur et fonde une ville nouvelle qui devient sa capitale, Dûr-Kurigalzu (‘Aqar Quf, 30 km à l’ouest de Bagdad)[3].
  - règne de Shuttarna II, roi du Mitanni.
- 1395-1380 av. J.-C.[4] : règne de Tudhaliya III, roi des Hittites[3]. À la fin de son règne, le royaume hittite est attaqué au nord par les Gasgas (Hattusa est brûlée), à l’ouest par les gens d’Arawanna, au sud par l’Arzawa qui occupe la plaine de Konya, à l’est par les armées de l’Azzi (mont d’Arménie), de l’Isuwa (peut-être avec l’appui du Mitanni) et de l’Armantana.
- 1392-1366 av. J.-C.[4] : règne de Eriba-Adad Ier, roi d’Assyrie[3].
- Vers 1390 av. J.-C.[4] : le roi kassite de Babylone Kadashman-Enli accorde à Aménophis III la main de sa sœur et de sa fille[3]. Le roi d’Égypte, par contre, répugne à lui envoyer sa fille comme épouse. Un commerce royal fructueux s’établit entre les deux pays (chevaux, chars, lapis-lazuli, bronze, argent contre ivoire, meubles en ébène, vêtements fin, or).